# Enoch (Utah)
Enoch és una població dels Estats Units a l'estat de Utah. Segons el cens del 2000 tenia 3.467 habitants.

## Demografia
Segons el cens del 2000, Enoch tenia 3.467 habitants, 958 habitatges, i 858 famílies. La densitat de població era de 404,4 habitants per km².
Dels 958 habitatges en un 59% hi vivien nens de menys de 18 anys, en un 79,6% hi vivien parelles casades, en un 7,8% dones solteres, i en un 10,4% no eren unitats familiars. En el 8,8% dels habitatges hi vivien persones soles el 2,1% de les quals corresponia a persones de 65 anys o més que vivien soles. El nombre mitjà de persones vivint en cada habitatge era de 3,62 i el nombre mitjà de persones que vivien en cada família era de 3,86.
Per edats la població es repartia de la següent manera: un 41,2% tenia menys de 18 anys, un 11,3% entre 18 i 24, un 28,2% entre 25 i 44, un 15,4% de 45 a 60 i un 3,9% 65 anys o més.
L'edat mediana era de 24 anys. Per cada 100 dones de 18 o més anys hi havia 95,4 homes.
La renda mediana per habitatge era de 37.368 $ i la renda mediana per família de 38.085 $. Els homes tenien una renda mediana de 30.215 $ mentre que les dones 19.688 $. La renda per capita de la població era d'11.424 $. Entorn del 7,2% de les famílies i el 8,9% de la població estaven per davall del llindar de pobresa.

## Poblacions més properes
El següent diagrama mostra les poblacions més properes.